# Ivo Mainardi
Ivo Orlindo Mainardi (Sobradinho, 1 de março de 1932 – Porto Alegre, 29 de junho de 1997) foi um Advogado e político brasileiro.Filho de Benjamim Mainardi e de Teresa Dalmolin Mainardi.
Era casado com Eleci Dornelles, com quem teve quatro filhos.
Foi eleito deputado estadual em 1978 derrotando na região o Sr.Lucindo Leão Lazzari (O Leão da Serra) e em 1982, e deputado federal pelo Rio Grande do Sul em 1986, 1990 e 1994 pelo Partido do Movimento Democrático Brasileiro (PMDB).